# 日蓮本宗
日蓮本宗（にちれんほんしゅう）は、日蓮を宗祖とし、富士門流の日尊を派祖とする、日蓮門下の一派である。本山要法寺は興門派八本山の一つ。

## 宗祖
- 日蓮
- 二祖日興
- 三祖日目

## 派祖
- 日尊は第4代である。

## 本山
- 要法寺（京都府）

## 概要
- 日興の法脈を継承し、所依の法華経を本迹に二分し、それぞれに勝劣をたてる。寛政の法難によって、造仏・一部読誦等を強要されたが、現在は曼荼羅を本尊とする富士門流の化儀に回帰している。

## 沿革
- 1339年（延元4年 / 暦応2年） - 日尊は上行院（京都府）を建立する。
- 1550年（天文19年） - 日辰は上行院（京都府）と住本寺（京都府）を合併し、要法寺（京都府）と改称する。
- 1872年（明治5年） - 一宗一管長制により、日尊門流は日蓮門下の諸門流と連合する。
- 1874年（明治7年） - 日尊門流は、勝劣派の統一教団である日蓮宗勝劣派に属する。
- 1876年（明治9年） - 日蓮宗勝劣派は門流ごとに解体、日尊門流は富士門流の他の本山末寺とともに統一教団を結成、管長を設置し、日蓮宗興門派（興門派）と公称する。
- 1899年（明治32年） - 興門派は本門宗と改称する。
- 1941年（昭和16年） - 宗教団体法により、本門宗は勝劣派の顕本法華宗、一致派の日蓮宗とともに三派合同を行い、日蓮宗と公称する。
- 1950年（昭和25年） - 高橋日誨貫首代に要法寺（京都府）と末寺50ヶ寺は日蓮宗から独立し、日蓮本宗と公称して現在に至る。
- 旧末寺35ヶ寺は日蓮宗にとどまり、そのうち島根県内の旧末寺二十数ヶ寺は「興統法縁会島根尊門会」を組織している。